# Barchan (slavnost)
Barchan je svatovítská slavnost a tradice v Jemnici v okrese Třebíč. Pravidelně se v červnu po svátku sv. Víta koná v Jemnici, první písemná zmínka o slavnosti pochází z roku 1713.

## Popis
Rodilí občané pod pojmem „svatovítská slavnost Barchan“ dlouho rozuměli slavnost mající dvě části – církevní a světskou. Dopolední část (církevní) se skládala z procesí (pouť) ke kostelíku svatého Víta a slavné mše, odpolední část (světská) z běhu čtyř mládenců oblečených v krojích, na který navazovala zábava a tanec. Pojmenování slavnosti je odvozeno od látky barchet, kterou obdrží vítěz běhu.[zdroj?]

První zmínka o slavnosti pochází z roku 1713 a praví se v ní:
„Měšťan Karel Seidl nechtěl vydati prapor barchan pořadatelům slavnosti, protože páni úřadující na radnici přijali k běžení Barchanu pacholky a nikoliv syny jemnických měšťanů, a když mu městský rychtář barchan mocí bral, hájil čest barchanu nahým mečem.“
městská kniha, zápis k 15. červnu 1713
Ze zprávy vyplývá, že v roce 1713 měla slavnost ustálená pravidla a byla tedy slavena již delší dobu. Pravidla se však v průběhu doby měnila a dnes má slavnost jiný průběh než tomu bývalo dříve. Lze rozeznat tři hlavní druhy slavnosti.
Bez účinkování sboru hudebníků a vystoupení ostrostřelců se neobešla poutní mše ani vlastní slavnost. J. S. Menšík se však nezmiňuje o úloze, kterou měli po obědě, kdy se společně sešli na náměstí před domem starosty, hudba zahrála, ostrostřelci vypálili z pušek tři salvy, načeš všichni přešli k domu dalšího radního. Tam hudba opět zahrála, ale byla vypálena jen jedna salva. Když obešli všechny radní zakončili své účinkování před radnicí. Tam vyčkali příchodu radních, měšťanů a jejich hostů, aby se pak společně odebrali k cíli běhu. Vystupování ostrostřelců při slavnosti bylo později zaměňováno s tzv. „střílením k ptáku“, které mělo jiný charakter; šlo vlastně o střeleckou soutěž, kde střelci před diváky (publikem) předváděli své střelecké umění.
J. S. Menšík
Když koncem 19. století přešlo vedení radnice z německých do českých rukou, změnil se i průběh odpolední části slavnosti. Z popudu učitele Hosáka, za přispění horlivých pomocníků učitele Lisovského a syna obchodníka Antonína Procházky a za finanční podpory místních obchodníků byl scénář slavnosti přepracován a slavnost v novém provedení připravena a poprvé provedena v roce 1902. Hlavní změna spočívala v tom, že se její součástí stal „královský“ průvod. Podle pamětníka měla slavnost zhruba následující průběh:
Po skončení odpoledního požehnání vyjel z nádvoří školy plošný vůz tažený koňmi, který byl ověšený národními prapory, chvojím a květinami. Uprostřed vozu na trůnu seděla „královna“ a kolem ní byla skupina asi 15 dívek a pážat. Kolem vozu kráčelo několik zbrojnošů a před vozem jeli na koních dva panoši. Všichni byli v malebných historických krojích. Za naprostého ticha udiveného obecenstva projel průvod náměstím a ubíral k radnici, kde se zařadil za čekajícího praporníka s praporem Barchan, sbor hudebníků a ostrostřelce. Za vůz se zařadili členové městského zastupitelstva, měšťané, hosté a další diváci. Průvod za doprovodu hudby prošel velkou bránou a jeho čelo se zastavilo u zámeckých zahrad, kde byla postavena tribuna. Zastupitelé a významní hosté zaujali místa na tribuně a pořadatelé uvolnili dráhu pro běžce–posly, kteří již stáli připraveni v místě startu běhu, tedy tam, kde je dnes sokolovna. Cíl běhu byl před tribunou. Běh byl odstartován stejným způsobem jako dříve a stejně tak se běžci po jeho skončení seřadili v cíli za prapor v pořadí, v jakém doběhli. To již trasou běhu směrem k městu projížděla krojovaná skupina jezdců, v jejímž čele jel „král“. Před tribunou se přivítal s „královnou“ a průvod se pak ubíral nazpátek do města. Objel náměstí a jeho čelo zůstalo stát před radnicí, kde byly běžcům předány dary a lidu uspořádána přednáška o původu slavnosti.
pamětník
Slavnost v tomto provedení, s menší či větší okázalostí, se konala více než 60 roků a lákala diváky z celého dalekého okolí. Hostem byl i prezident T. G. Masaryk; z jeho návštěvy Jemnice se zachoval film. V šedesátých létech minulého století přestal být konán poutní průvod ke kostelu sv. Víta a změnil se i scénář slavnosti. Krojovaný průvod v čele s „králem“ a „královnou“ se řadí na Horních Valech, následně prochází městem, chvíli zůstane stát před cílem běhu, kde se k němu po doběhnutí připojí běžci, a všichni pak pokračují do areálu sokolovny. Tam je namísto proslovu o původu slavnosti konáno divadelní představení přibližující divákům historii Barchanu. V jeho průběhu jsou běžcům předávány ceny.[zdroj?]

## Původ slavnosti
Existují dva základní druhy názorů (dvě teorie) na původ slavnosti. V menšině jsou ti, kteří tvrdí, že chybí záznamy o pobytu královny Elišky a krále Jana v Jemnici, slavnost nemá historické opodstatnění, vyvinula se z jiné slavnosti známé pod názvem „střílení k ptáku“ a jde svým způsobem o „pouťovou atrakci“. Druzí, a těch je většina, vychází z dochovaného ústního podání a jsou přesvědčeni, že slavnost je připomínkou pobytu královny Elišky v Jemnice, tedy odrazem skutečné historické události. Ti druzí se liší nejen v názorech, kdy Eliška ve městě přebývala, ale také v tom, co je starší, zda slavnost nebo svatovítská pouť.[zdroj?]
Válečných tažení, kdy král Jan pobýval na Moravě nebo přes ni s vojskem táhl, bylo několik. V úvahu přicházejí dva termíny. V roce 1312 se Jan vydal na Moravu k pokoření vzpoury mnoha moravských pánů i opavského vévody, v roce 1315 svedl u Holíče bitvu s Matůšem Čákem, který ohrožoval vojenskými vpády východomoravské pomezí.[zdroj?]
Josef Stanislav Menšík se ve svém článku odvolává na starodávnou pověst, z níž dovozuje, že slavností se oslavuje památka šťastného příchodu čtyř poslů do města Jemnice, jež vyslal roku 1315 Jan Lucemburský ke své manželce Elišce, která tam přebývala, protože ji král v ten čas jemnickým měšťanům svěřil do hostinské ochrany. Poslové královně přinášeli zprávy o průběhu bitvy a o vítězství, kterého mladý král dobyl nad Matějem hrabětem Trenčanským. Ústřední postavou pověsti je královna Eliška Přemyslovna, která však v té době manžela doprovázet nemohla, protože 21. května 1315 porodila v Praze druhou dceru Jitku Jitka Lucemburská.

Na výše uvedený fakt poukázal již František Jech ve své knize Založení a zlatá doba Jemnice. Týž se domnívá se, že Eliška pobývala v Jemnici v roce 1312 a královští poslové ji informují o tom, jak její mladý manžel postupně získává faktickou vládu nad Moravou. Začal obléháním hradu Ungersperku (nyní Sádku) nedaleko Třebíče, který dobyl (červen) a odbojníky tam na místě potrestal. Pak vyvrátil pevný hrad Račice, (19. července); obléhání hradů Sádek a Račice vojsky Jana Lucemburského je zaznamenáno ve Zbraslavské kronice. Úspěšná byla i diplomatická jednání. Např. Mikuláš Opavský mu v Brně (20. července) složil slib věrnosti. Pak se podle F. Jecha král vrací zpět do Prahy. Z pramenů je však známo, že král Jan na Moravě pobýval dále, protože ještě v srpnu (29.) potvrzuje brněnským měšťanům privilegia svého předchůdce českého krále Rudolfa Habsburského.[zdroj?]
O pobytu královny Elišky na Moravě v roce 1312, okolo svátku Nanebevzetí Páně (v roce 1312 připadal na 4. květen), existuje písemná zpráva. Je uvedena v Kronice zbraslavské. K roku 1312 se v ní připomíná zázrak, který se měl stát v Ivančicích. Kronikář v ní uvádí, že „V oné době okolo svátku Nanebevzetí Páně přišla do krajin moravských jasná paní Eliška, královna česká a polská, dcera blahé paměti pana Václava, krále týchž království, prvního zakladatele Zbraslavi, a uslyšela tam z pravdivého vypravování paní abatyše z Oslavany a od četných jiných hodnověrných osob, které byly při té události přítomny, co se slavně stalo s onou spasitelnou svátostí. A proto hned začala z vrozené sobě zbožnosti vřele planouti zbožnou touhou, aby mohla uviděti onu tak spasitelnou a zázračnou hostii.“[zdroj?]
Existuje i další nepřímý důkaz o tom, že v Jemnici skutečně být mohla. Při své cestě z Ivančic do Jemnice onemocněla a vyhledala pomoc v jednom mlýnu nedaleko Příštpo; druhá verze pověsti mluví jen o tom, že „kdysi se ve mlýně nechtěně zdržoval jakýsi král či jeho manželka“. Tam ji ošetřili, jí a její doprovod na nezbytnou dobu ubytovali a uhostili. V té době v Čechách i na Moravě panovala velká drahota a mlynář v souvislostí s tím musel vynaložit mnoho peněz. Královna ho za odměnu povýšila na svobodníka a mlýn byl od té doby nazýván Královec. Kamenný erb, který nechal mlynář zhotovit a umístit do štítu mlýna a měl budoucím pokolením prokazovat udělení svobody a dokládal pobyt královny ve mlýně, byl odstraněn až po roce 1918. Tato událost je však významná ještě z jiného důvodu. Je dokladem toho, že královna měla právo udělovat poddaným svobodu a také ho využívala.[zdroj?]
Zajímavá zmínka vztahující se ke slavnosti Barchan se nachází také v historii osady Tři Koroptve. K jejím vzniku se váže pověst, podle které král Jan Lucemburský, když táhl s vojskem od Jemnice proti Matyáši Trenčanskému, v prostoru dnešní osady zastřelil tři bělavé koroptve. Králův doprovod viděl v této příhodě dobré znamení pro válečnou výpravu. Později zde byla vystavěna zájezdní hospoda z názvem „U tří koroptví“.[zdroj?]
Spory se nevedou jen o době, kdy královna Eliška přebývala v Jemnici, ale také o tom, zda královskými posly byli běžci nebo jezdci, nebo o královniných darech.
Nové poznatky vztahující se k historii slavnosti uvádí v dosud nepublikovaném článku „Slavnost Barchan v Jemnici“ (1971) Ing. Karel Bakeš, místní rodák, znalec středověké historie, historie města i problematiky středověkých rytířských řádů. Domnívá se, že z bezpečnostních důvodů mohl být poslem jen ten, komu král důvěřoval a kterého znala i královna. Je tedy pravděpodobné, že ve všech čtyřech případech byl posel jedna a tatáž osoba, nikoliv, že čtyři různí poslové byli vysláni v průběhu jedné bitvy. Proto je přesvědčen, že Eliška musela ve městě pobývat delší dobu.
Dále v něm uvádí, že: „na počátku 14. stol. se šlechtické tituly nedědily, ale získávaly za službu králi, a to na základě prokázané statečnosti a věrnosti; ne každý šlechtic byl rytířem, ne každý rytíř byl šlechticem. Výchova a výcvik k rytířství probíhaly ve třech etapách:
1. do 7 let doma zpravidla pod vedením otce,
2. do 12 až 14 let jako páže,
3. do 18 až 20 let jako panoš u svého lenního pána.
Panoš mimo jiné procházel výcvikem pod vedením zkušeného cvičitele, staršího rytíře, obsluhoval a staral se o cizince, jejich zbraně a koně, plnil roli posla (vyřizoval nejrůznější vzkazy, nosil poselství k přátelům i nepřátelům) apod. Mezi osmnáctým a dvacátým rokem, když byl dostatečně připraven, mohl být pasován na rytíře. Pasování mělo různé formy. Mohlo být prováděno jako obřad spojený s určitým rituálem, nebo mohlo proběhnout bez obřadu přímo na bitevním poli. Prováděl ho především král, jeho zástupce (i královna) nebo slavný či významný rytíř“.
Průběh pasování s obřadem (probíhal zpravidla v kostele):
nastávající rytíř si oblékl šat symbolických barev – rudou róbu coby krev, bílou tuniku (náprsník) a opasek jako znak čistoty a černé či hnědé punčochy jako znamení země, do níž se po smrti navrátí. Mladý bojovník před tím, kdo ho pasoval, poklekl a přednesl předepsanou přísahu. Poté ho pasující lehce udeřil (původně dlaní na tvář, později i plochou stranou meče na obě ramena) a předal přilbu, štít, ostruhy a připnul mu pás s mečem jako odznak rytířství (odtud pochází výraz pasování). Na závěr kněz požehnal jemu i jeho zbraním.
Pasování panošů na rytíře probíhalo i na bitevním poli. Někdy se tak dělo po bitvě, kdy byl panoš povýšen za svou statečnost, ale někdy těsně před bitvou, aby se panoš mohl zúčastnit bitvy jako rytíř. Pasování probíhalo i při jiných příležitostech. Např. při korunovaci krále Jana Lucemburského počátkem února r. 1311 se mluví o rytířských pásech: „ ... také byli dva mladíci rodem urození, od krále, který měl být tehdy korunován, právě v tu hodinu učiněni rytíři byvše opásáni pásem rytířským; ti byli určeni držet korunu nad hlavou královou. Z nich jeden byl synem pana Bohuslava z Boru, druhý Fridmana ze Smojna". (Kronika zbraslavská. Praha 1952, s. 400).
Ing. Karel Bakeš se domnívá, že i v tomto případě jde o pasování při jiné příležitosti a královna posla - panoše pasovala na rytíře. Doručit zprávy znamenalo projet na koni krajem desítky či stovky kilometrů, protože se válčilo daleko od Jemnice, a to ještě čtyřikrát po sobě a v průběhu krátkého časového období. To samo o sobě mohlo být považováno za projev statečnosti dostačující k povýšení na rytíře, protože nešlo o žádné výlety a ke splnění úkolů bylo zapotřebí hodně odvahy, zručnosti i fyzické síly. Dokládá to shodou královniných darů (náprsník a punčochy) s oblečením panoše při pasování.
Podle pověsti prvnímu poslu, jenž vyřizoval Elišce, že se schyluje k bitvě a král Jan s Boží pomocí má naději na vítězství, dala náprsník barchanový. Druhý byl odměněn šátkem královniným. Třetímu poslu dala královna punčochy, jež s nohou svlékla, čtvrtému, jenž přinesl zprávu o úplném vítězství a o míru, věnovala královna věnec. Někdy se uvádí i jiné pořadí darů.
Podle Bakeše byl posel oblečen do rudých šatů a měl svoji výzbroj. „Proto mu Eliška před obřadem darovala jen bílou tuniku a černé (hnědé) punčochy. V případě šátku nešlo o šátek, ale o korouhev (praporec?), kterou mu královna darovala ale až při dalším setkání - Eliška obdobně jako Žofie, žena olomouckého knížete Oty II., která darovala klášteru hedvábnou korouhev, darovala korouhev poslu – stal se korouhevní pán. Vojenské korouhve zpravidla vyšívaly urozené dámy nebo ženy a dívky z gynacaeí, které řídily. Jejich tvar byl různý - nejčastěji obdélník, trojúhelník".
Ti, kteří stáli u zrodu slavnosti, neměli o šlechtických způsobech života a řádové symbolice ani ponětí a nedokáží si uspokojivě zdůvodnit královniny dary poslům – běžcům. Proto je vysvětlují její chudobou. Ta byla údajně tak velká, že si musela svléknout punčochy z nohou, aby posla mohla obdarovat;  prvního posla královna obdarovala barchetovým náprsníkem, druhému dala šátek, třetímu punčochy a čtvrtý od ní obdržel věnec. Z cen pro běžce je sestavován „barchanický“ prapor. Ten nemohl být vytvořen z barchetového náprsníku, a proto byl nahrazen kusem (6 lokty) bílé barchetové látky, pestrobarevný šátek nahradil korouhev a místo jednoho věnečku z myrty, aby to lépe vypadalo, jich v některých dobách bylo na prapor umístěno pět.
Čtvrtá odměna, věnec, má původ v rytířských turnajích a byla doplněna později až při vzniku běhu. Turnaje byly původně konané pro čest později pro peníze; rytířský turnaj je středověká soutěž, kde se mezi sebou jezdecky nebo i pěšmo utkávali (soutěžili) rytíři z řad nižší i vyšší šlechty, někdy i panovníci. Vítěz, nejlepší a nejstatečnější rytíř, získal mimo jiné ceny také věnec, který předávala královna (dáma) – „po turnaji odveden byl na pavlán, kdežto když byl na koleno se sklonil, královna obnaženou hlavu ozdobila mu věncem z květoucích růží uvitým“ (Lumír 1854 str. 544). Analogicky královna vítěze běhu ozdobila věncem.
Na podporu toho, že slavnost má svůj základ v historické události autor článku uvádí i další argumenty. Například na základě rozboru existující politické situace dospívá k závěru, že po korunovaci na krále byl Jan vlastně králem bez království, protože fakticky ovládal jen okolí Prahy a západní Čechy. Na Moravě byla situace ještě horší, protože téměř celá uznávala za krále Fridricha Sličného. Na straně Fridricha byla města Brno, Jihlava i Znojmo, které se na čas stalo jeho sídlem, jeho stoupenci ovládali další města a hrady. Část území opanovali Poláci, kteří se nechtěli vzdát dědictví Violy Těšínské. Jemnice byla jedním z mála královských měst, která se přiklonila na stranu nového krále, či lépe řečeno na stranu královny. Hlavním důvodem zřejmě byly obavy měšťanů z toho, že Rajmund z Lichtenburka na Bítově město obsadí (na čas se tak stalo v roce 1311), přijdou o svobodu, ale také o příjmy plynoucí jim z práva těžit stříbro a zlato. Jemnice v té době byla město malé, ale silně opevněné. Proto se král o bezpečnost své manželky nemusel obávat.[zdroj?]
Rozhodnutí poskytnout ochranu a pohostinství královně a jejímu doprovodu se zúročilo až s odstupem času, kdy na základě privilegií udělených králem Janem a jeho synem Karlem město prožilo svou „zlatou dobu“. Stálo tedy zato, aby si měšťané rozhodnutí svých předků připomínali. A aby připomínka byla srozumitelná nejen radním bylo nutné dát ji podobu která zaujme, nejlépe vizuální, a která bude snadno zapamatovatelná. Slavnost Barchan toto splňuje; běh o ceny láká diváky, protože má často dramatický průběh a o vítězi se rozhoduje až v cíli a při předávání cen je vhodná chvíle pronést několik vět vztahujících se k historii města.[zdroj?]
Kostel sv. Víta patřil k františkánskému klášteru, který roku 1455 založili bratři Albrecht, Hynek a Štěpán z Lichtenburka. Roku 1529 se stal novým pánem na Jemnici luterán Jindřich Meziříčský z Lomnice. Téhož roku vydal zákaz kázání v klášterním kostele a netrvalo dlouho a Jemnice se řídila luterským náboženským řádem. Luterskou se stala i její fara. V roce 1546 obyvatelé města klášter napadli a mnichy vyhnali. Důvodem jejich konání byl spor o vodu, kterou bylo město zásobováno z pramene vyvěrajícího v areálu kláštera. Mezi vrchností a městem dál docházelo ke sporům o kostely, které vyřešil až patent císaře Maxmiliána (1560). Podle něj klášterní kostel sv. Víta mohl být využíván ke katolickým bohoslužbám pro zbylé měšťany katolického vyznání. To znamenalo, že z města, ale i z Podolí a odjinud, každou neděli ke kostelíku putovali katolíci na bohoslužbu. Lze předpokládat, že ve svátek patrona kostela na bohoslužbu přicházeli ve větších skupinách či dokonce v procesích (průvodech), aby tak vyjádřili svůj odpor k panujícím poměrům.[zdroj?]
Tento stav trval nejméně do roku 1636, kdy Jemnici koupil katolík Fridrich Jankovský z Vlašimi a katolická bohoslužba byla přenesena zpět do města. Přestože již nebylo zapotřebí chodit do kostela sv. Víta, uchovávali občané Jemnice a jejího okolí vzpomínku na časy, kdy jim byl jediným útočištěm, a to tím, že se v neděli po svátku sv. Víta účastnili mše, která se tam konala. Za josefínských reforem byl kostel zrušen jako „nepotřebný polní chrám“. Město nemělo peníze na jeho zakoupení. A tak chrámovou stavbu koupila v dražbě hraběnka Daunová, která ji v roce 1790 městu darovala. To si roku 1791 vyžádalo povolení, aby se v kostele několikrát ročně mohly konat bohoslužby. Kostel se stal místem svatovítské pouti, která sehrála významnou roli i v době národního obrození. Například v roce 1850 zde kázal vlastenecký farář Beneš Metod Kulda, který perem i řečí bojoval za práva českého lidu, a účastníky bohoslužby nabádal k tomu, aby nezapomínali na rodnou řeč. A protože konání slavnosti a konání pouti spadá do stejného časového období, došlo v této době k jejich spojení.[zdroj?]
Běh o Barchan je od 9. prosince 2013 zapsán jako 9. položka na Seznamu nemateriálních statků tradiční lidové kultury ČR.

## Zdroje
- Starobylá výroční slavnost o první neděli po sv. Vítu (15. června) je zaznamenána v několika písemných historických pramenech.
- Německý pražský časopis Hesperus, 1817, č. 28. podal o této slavnosti obšírný popis i s historickými daty k původu slavnosti, který byl pak městskou radou v Jemnici několikrát česky i německy vydán.
- Julius Urban rytíř ze Švabenova vylíčil „Slavnost výroční v Jemnici na Moravě“ v Čechoslavu, 1831, s. 44 a to podle pověsti, která se udržovala v lidovém podání na sklonku 13. století. Překlad článku v němčině byl vydán v pražském časopise Panorama des Universums, 1837, s. 364.
- V Klácelových Moravských Novinách 1850, č. 152 uveřejnil neznámý účastník slavnosti téhož roku „Rozjímání na sv. Víta”.
- O vzniku slavnostního běhu o závod psal také Znaimer Wochenblatt, 1852, č. 43.
- Tehdejší dosavadní zprávy shrnul Jos. S. Menšík v Lumíru Mikovcově, 1853, s. 544.
- Jemnická čtenářská Jednota vydávala k svatovítské slavnosti od roku 1849 v Brně u K. Winikera básně historicko-vlastenecké. Česky a německy byl vydán popis slavnosti roku 1857 ve Znojmě.
- Další příspěvky k Barchanu lze najít u D' Elverta v dějinách Jemnice
- další zmínky jsou roztroušeny také v Hormayerově Archivu.
- Jos. Svátek vylíčil na podkladě lidové slovesnosti svatovítské slavnosti v Besídce pro zábavu a poučení 1880, č. 78.[2] Do dnešních dob se takto dochovala slavnost, která patří k nejstarším běžeckým závodům ve střední Evropě a vedle historické hodnoty má i význam z hlediska sportovního.